# Ponte 516 Arouca
A Ponte 516 Arouca, localizada no município de Arouca (concelho da Área Metropolitana do Porto, da Região do Norte e do distrito de Aveiro) em Portugal, é a terceira mais longa ponte pedonal suspensa do mundo com 516 m de extensão, depois da ponte suspensa Sky Bridge 721 na republica Checa e da Baglung Parbat (576 m) no Nepal. Seu nome é uma referência à sua extensão em metros (516) e ao município onde está localizada (Arouca).
A ponte atravessa o Rio Paiva e por 16 m superou a Europaweg ou Ponte Charles Kuonen, inaugurada em 29 de julho de 2017, com comprimento de cerca de 500 m e que liga Grächen e Zermatt na Suíça.
A ponte abriu em 29 de abril de 2021 a residentes do concelho e em 3 de maio de 2021 ao público em geral, sempre mediante aquisição prévia do bilhete na internet.

## Características técnicas
A 516 Arouca possui as seguintes características:
- Vão: 516 metros (1 693 pés)
- Altura em relação ao rio Paiva: 175 metros (574,1 pés)
- Comprimento do gradil: 4 metros (13,12 pés)
- Pavimento: grelha metálica tipo "gradil"
- Largura: 1,20 metros (3,937 pés)
- Altura da torre: 35,5 metros (116,5 pés)
- Largura da torre: 32 metros (105,0 pés)
- Material: cabos de aço
- Investimento: 1 800 000,00 €